# Orsat Miljenić
Orsat Miljenić (ur. 15 września 1968 w Dubrowniku) – chorwacki polityk i prawnik, parlamentarzysta, od 2011 do 2016 minister sprawiedliwości.

## Życiorys
Na początku lat 90. uczestnik wojny w Chorwacji. W 1993 ukończył studia prawnicze na Uniwersytecie w Zagrzebiu. W 1995 uzyskał magisterium na Central European University w Budapeszcie. Od 1993 do 1996 zatrudniony na macierzystej uczelni, następnie był urzędnikiem w Ministerstwie Spraw Zagranicznych, pracował m.in. w ambasadzie Chorwacji w Holandii. W latach 2000–2002 pełnił funkcję przedstawiciela rządu ds. współpracy z międzynarodowymi trybunałami karnymi. Następnie do 2004 był asystentem i zastępcą ministra integracji europejskiej. Po odejściu z administracji rządowej praktykował jako adwokat.
W grudniu 2011 objął urząd ministra sprawiedliwości w rządzie Zorana Milanovicia. W wyborach w 2015 z ramienia Socjaldemokratycznej Partii Chorwacji uzyskał mandat posła do Zgromadzenia Chorwackiego. W styczniu 2016 formalnie wstąpił do SDP, w tym samym miesiącu zakończył pełnienie funkcji rządowej. W przedterminowych wyborach w tym samym roku z powodzeniem ubiegał się o poselską reelekcję.
W 2020 objął urząd szefa kancelarii prezydenta Zorana Milanovicia.